# Promecocoris
Promecocoris is een geslacht van wantsen uit de familie van de Scutelleridae (Pantserwantsen). Het geslacht werd voor het eerst wetenschappelijk beschreven door Puton in 1886.

## Soorten
Het genus bevat de volgende soorten:

- Promecocoris cerathocranoides Popov, 1964
- Promecocoris stschurovskii (Oshanin, 1871)
- Promecocoris testaceus (Reuter, 1900)
- Promecocoris laticollis (Jakovlev, 1885)